# José Falcão e Cunha
José Bernardo Veloso Falcão e Cunha GCM (21 de janeiro de 1932 - 23 de setembro de 2009) foi um político português.

## Biografia
Ocupou o cargo de Ministro do Emprego e da Segurança Social no XII Governo Constitucional, e foi secretário-geral do Partido Social Democrata. Falcão e Cunha foi deputado na VI e VII legislatura, entre 1991 e 1999. Era formado em engenharia civil.

### Condecorações[2][3]
- Grande-Oficial da Ordem de Rio Branco do Brasil (21 de Maio de 1999)
- Grã-Cruz da Ordem do Mérito de Portugal (8 de Junho de 2007)

## Funções governamentais exercidas
- XII Governo Constitucional
  - Ministro do Emprego e da Segurança Social